# Čokopiškoty

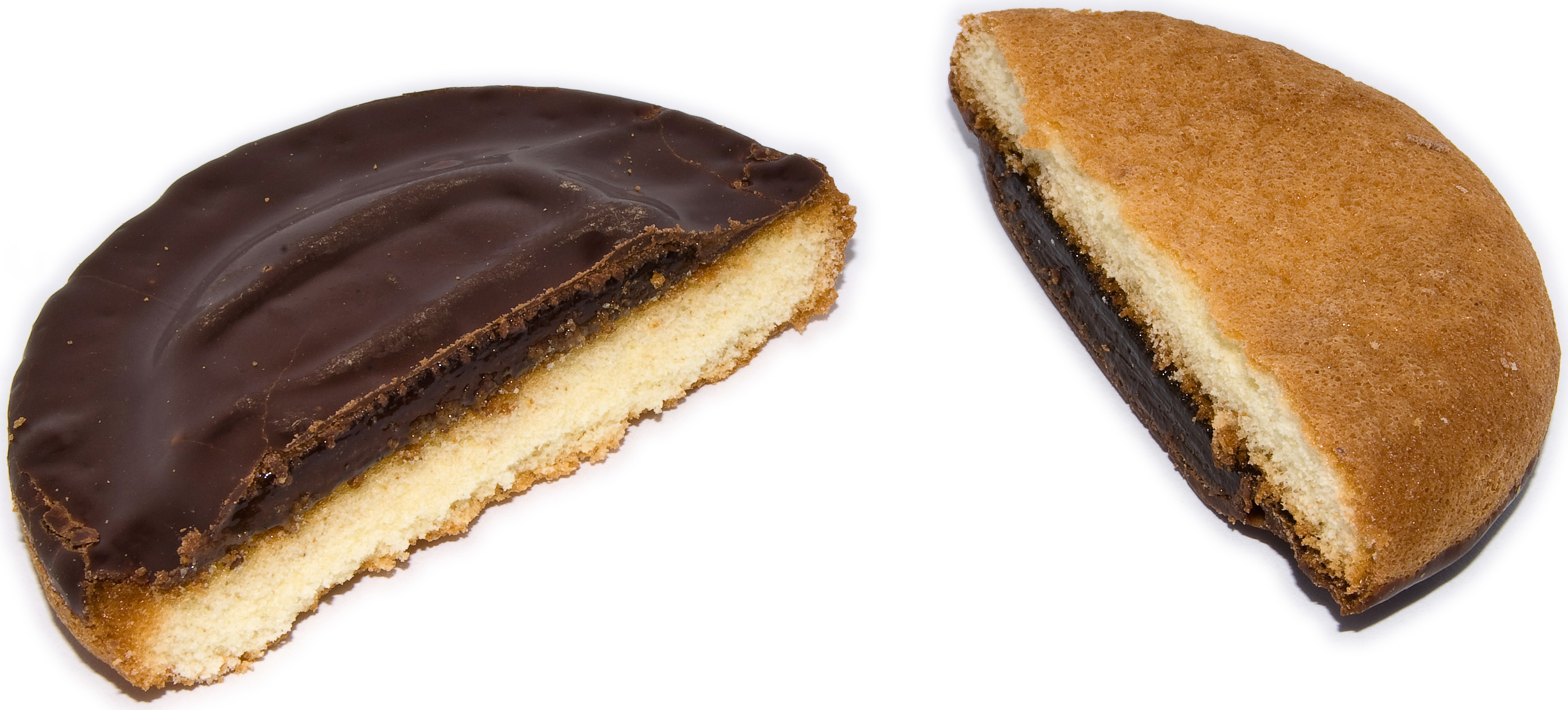
Čokopiškot, rozříznutý na dvě části

Krabice čokopiškotů s příchutí jablko se skořicí

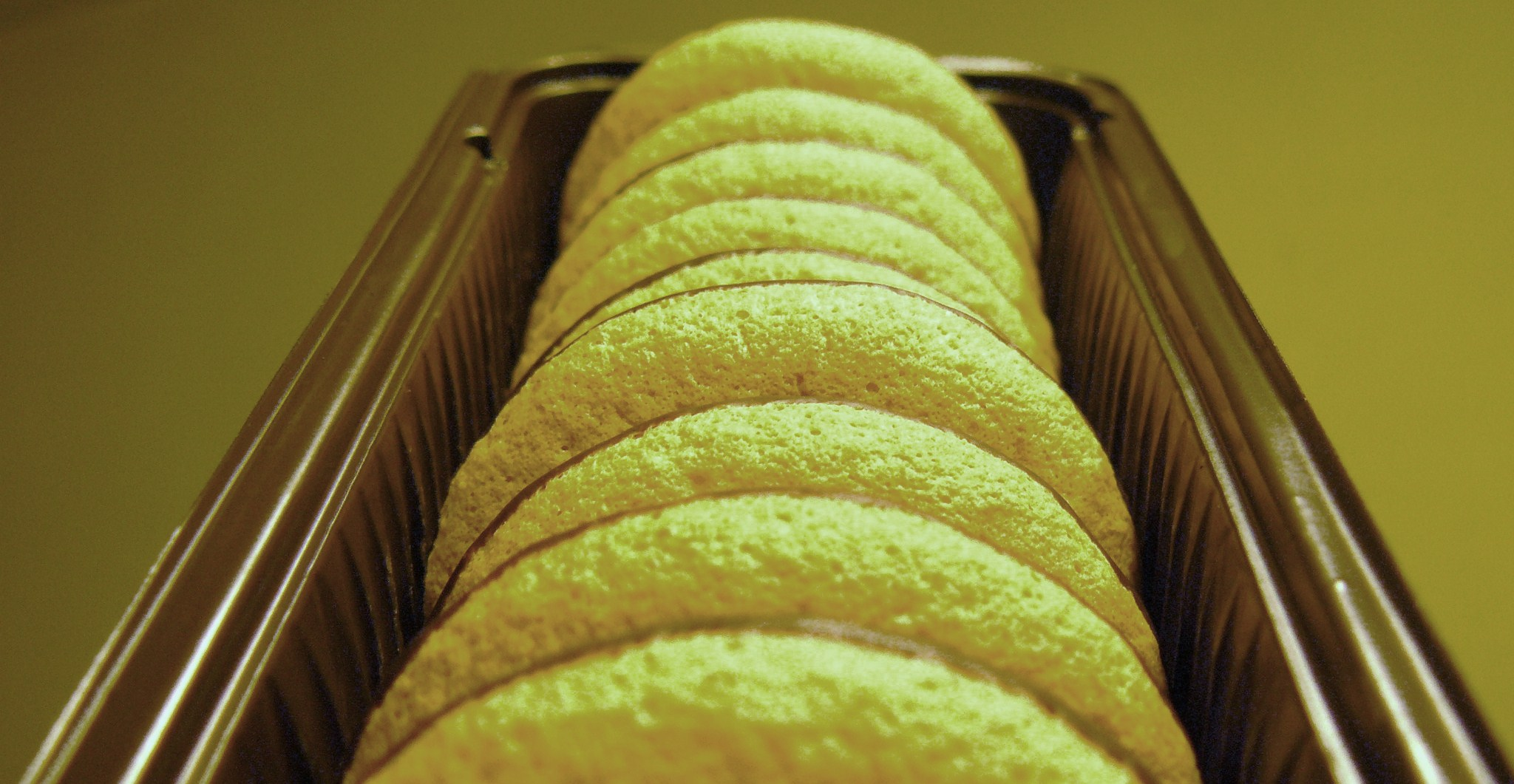
Čokopiškoty v krabici

Čokopiškoty (anglicky Jaffa Cakes) je sladkost vyráběná od roku 1927 britskou firmou McVitie and Price. Firma si ovšem nezaregistrovala patent ani název na tuto sladkost, tudíž je začali vyrábět i mnozí další výrobci.
Základem je piškotové těsto (janovské těsto), na které je vrstva džemu a vrstva čokolády. Originální čokopiškoty mají tvar malého kruhu o průměru 54 mm., ale existují i varianty dalších velikostí a tvarů. Původně byly vyráběny jen čokopiškoty s pomerančovým džemem (od jaffských pomerančů je odvozen i anglický název Jaffa Cakes), později byly představeny i čokopiškoty s celou řadou dalších druhů džemu (lesní ovoce, višně, maliny, meruňky aj.).

## Výrobci čokopiškotů v různých zemích
- Pro český trh čokopiškoty vyrábí firma Mondelēz International pod značkami Figaro, Opavia a Milka.
- Firma McVitie and Price stále vyrábí čokopiškoty pro britský trh.
- Mondelēz International pod značkou LU a pod názvem PiM's dodává čokopiškoty pro především francouzský trh.
- Od roku 1977 se v Polsku čokopiškoty vyrábějí pod názvem Delicje Szampańskie. Značku od roku 2020 vlastní Mondelēz International.
- Firma Jaffa Crvenka dodává čokopiškoty pro srbský trh.

## Soudní spor
Ve Velké Británii se platí DPH ze sušenek s vrstvou čokolády, ale nikoliv z dortů z vrstvou čokolády. Anglický název čokopiškotů Jaffa Cakes znamená jaffské dorty. V roce 1991 britský soud rozhodl, že čokopiškoty nemohou být považovány za dorty, ale za sušenky, vzhledem k jejich velikosti a způsobu podávání. Firma McVitie and Price se proti tomuto rozhodnutí odvolala, dokonce vytvořila čokopiškot o velikosti dortu, aby svoje tvrzení podložila. Odvolací soud uznal, že čokopiškoty mají vlastnosti jak dortů, tak sušenek, nicméně právně by měly být považovány za dorty, proto se z nich nemusí platit DPH. Čokopiškoty jsou za dorty považovány také v Irsku, tudíž se zde z nich platí nižší DPH.